# Памятник воспитанникам Нижнеисетского детского дома
Памятник воспитанникам Нижнеисетского детского дома, погибшим на фронтах Великой Отечественной войны, находится в Чкаловском районе Екатеринбурга, на перекрёстке улиц Грибоедова и Тружеников.
Первоначально монумент, увековечивавший Александра II, был установлен в посёлке Нижнеисетского завода в 1884 году. В 1917 году бюст Императора сняли с постамента и заменили на бюст Карла Маркса. В 1969 году обелиск, увенчанный пятиконечной звездой, обрёл современное название.

## История
8 марта 1882 года, в годовщину смерти Александра II в посёлке Нижнеисетского завода состоялся общий сход, на котором было решено удерживать 2 % жалования работников завода на изготовление памятника Императору. Автором эскиза памятника выступил управляющий заводом А. Н. Фелькнер. Проект предполагал установку мраморного обелиска с бюстом Александра II, а также украшений площадки в виде чугунных тумб, соединённых цепями. Место для размещения мемориала было выбрано на правом берегу Исети между заводской конторой и плотиной пруда.
Мраморный четырёхгранный обелиск квадратного сечения высотой 2 сажени был изготовлен в Мраморном заводе под руководством Ивана Пермикина. Тумбы и цепи изготавливались на заводе собственными силами, заказ на бронзовые рельефные корону и венок разместили на фабрике Германа Корнфельда в Санкт-Петербурге. Бюст планировали заказать у петербургского скульптора М. А. Чижова. Он вынужден был ответить Фелькнеру отказом, сославшись на отсутствие в мастерской подходящей модели бюста Императора возраста 1861 года, когда подписывался знаменитый манифест. В итоге изготовление новой модели сочли нецелесообразным, но нашли подходящий бюст в Луганском заводе. По слепку с этого бюста на Каслинском заводе была отлита копия. Торжественное открытие памятника состоялось 15 мая 1884 года. На лицевой стороне обелиска под позолоченным венком располагалась надпись «Царю-Освободителю Императору Александру II-му», в венке — «8 марта 1861 г.» на тыльной стороне обелиска — «8-го марта 1882 г., служащими, рабочими и обывателями Нижнеисетского завода». Открытие памятника сопровождалось его освящением служителями Казанской церкви, а также исполнением гимна и пушечными выстрелами.
После революционных событий в 1917 году бюст Александра II сняли с обелиска и заменили бюстом Карла Маркса, затерев прежние надписи. Новый бюст превосходил по размеру старый, изображение головы было повреждено с одной стороны.
В 1969 году в честь 50-летия Нижнеисетского детского дома памятник в очередной раз переделали и посвятили воспитанникам детского дома, погибшим в сражениях Великой Отечественной войны. Обелиск снабдили пятиконечной звездой вместо бюста и соответствующей надписью. На церемонии открытия обновлённого памятника зачитали имена погибших воспитанников и возложили цветы.
По состоянию на 2022 год, памятник находится на перекрёстке улиц Грибоедова и Тружеников. Уход за памятником осуществляют ученики школ микрорайона Химмаш. В памятные даты у памятника проводят субботники и возлагают цветы.

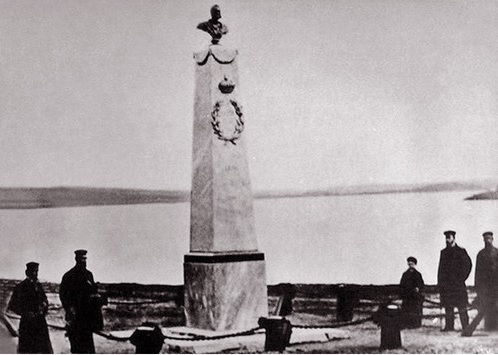
Памятник Александру II (1880-е)
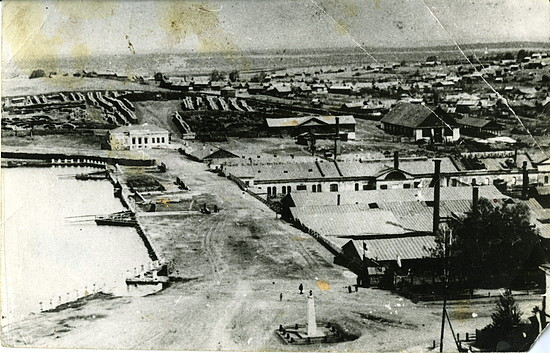
Вид на плотину и памятник (около 1890 года)
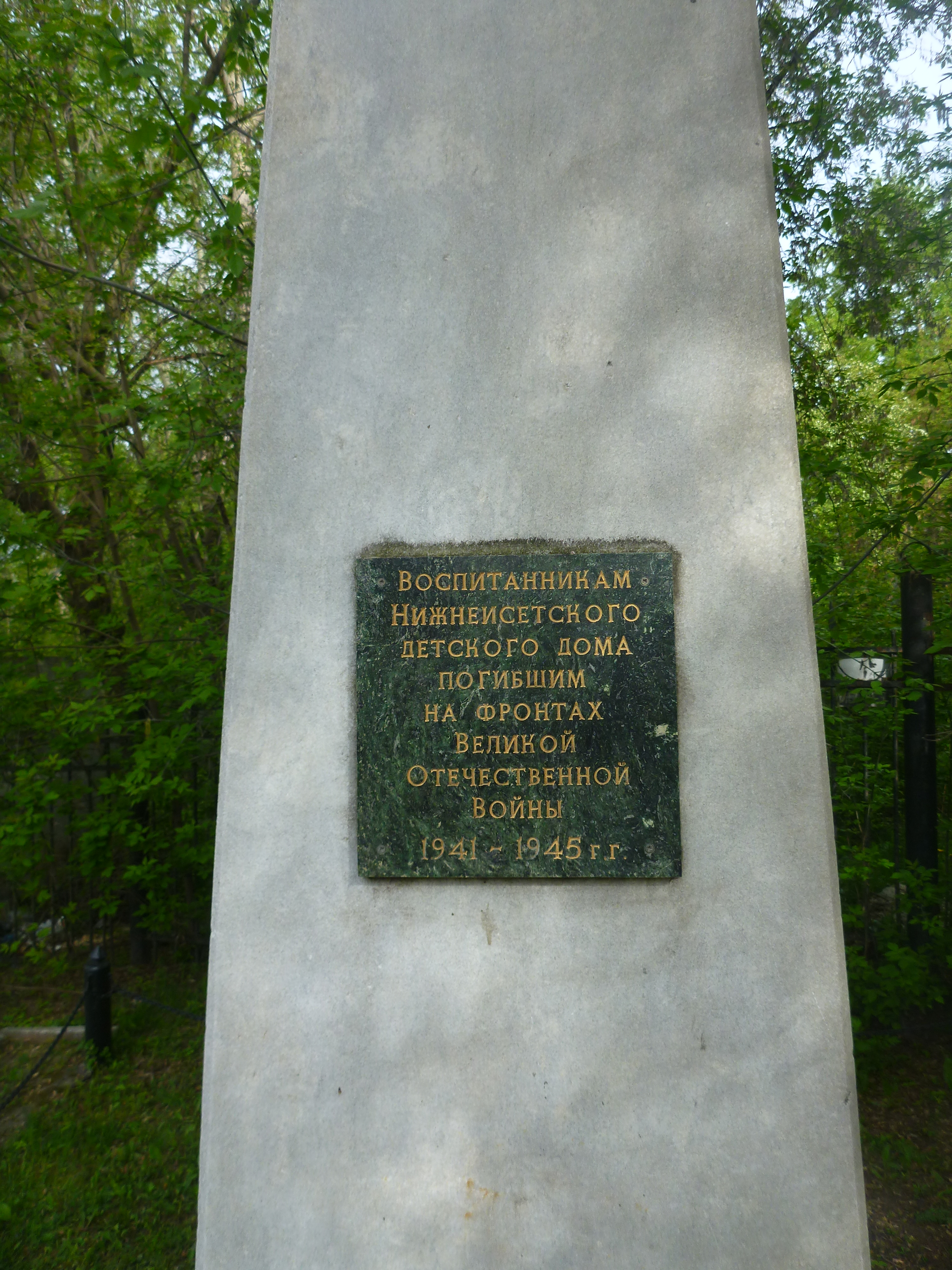
Надпись на современном обелиске
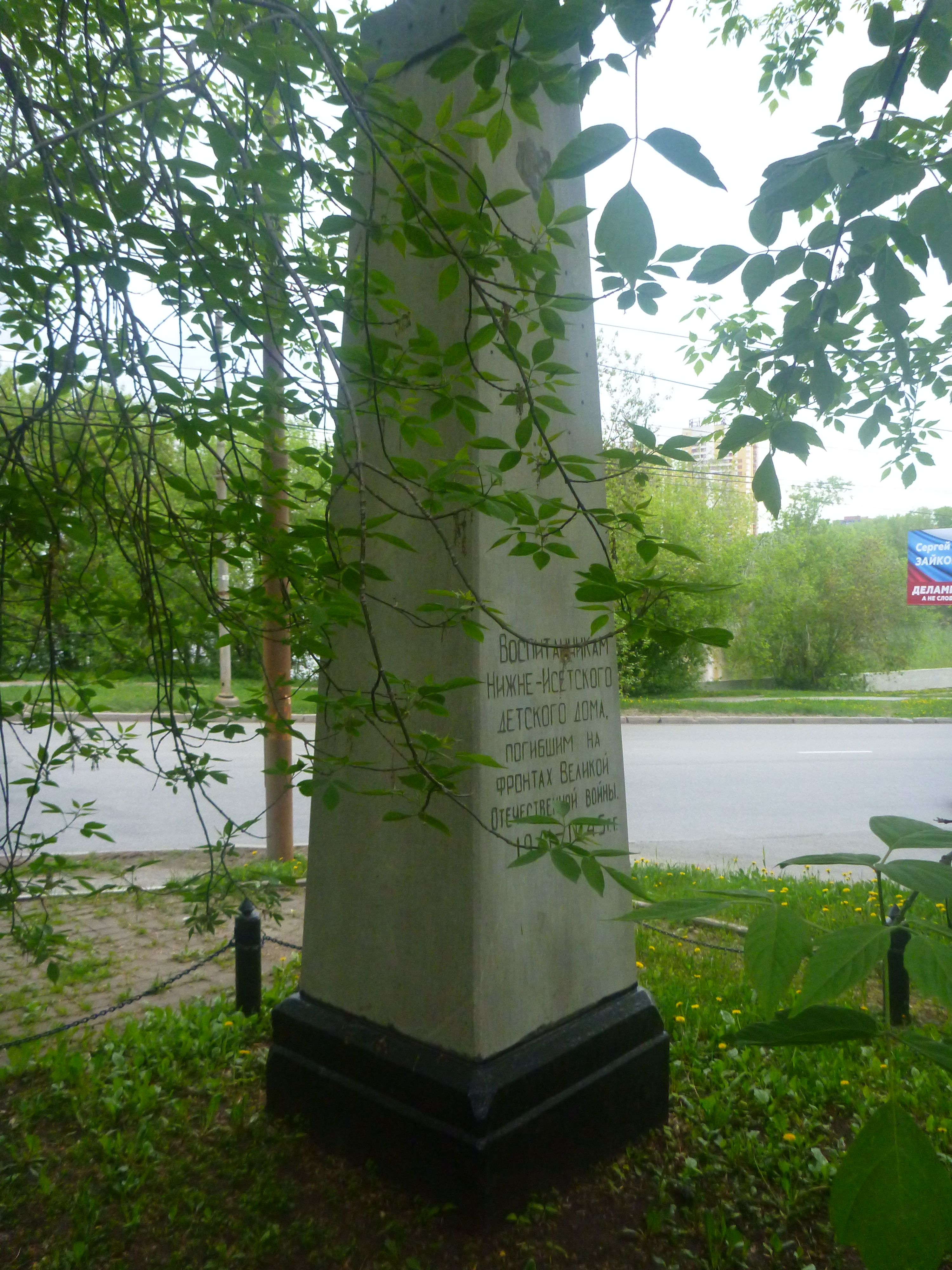
Тыльная сторона современного обелиска
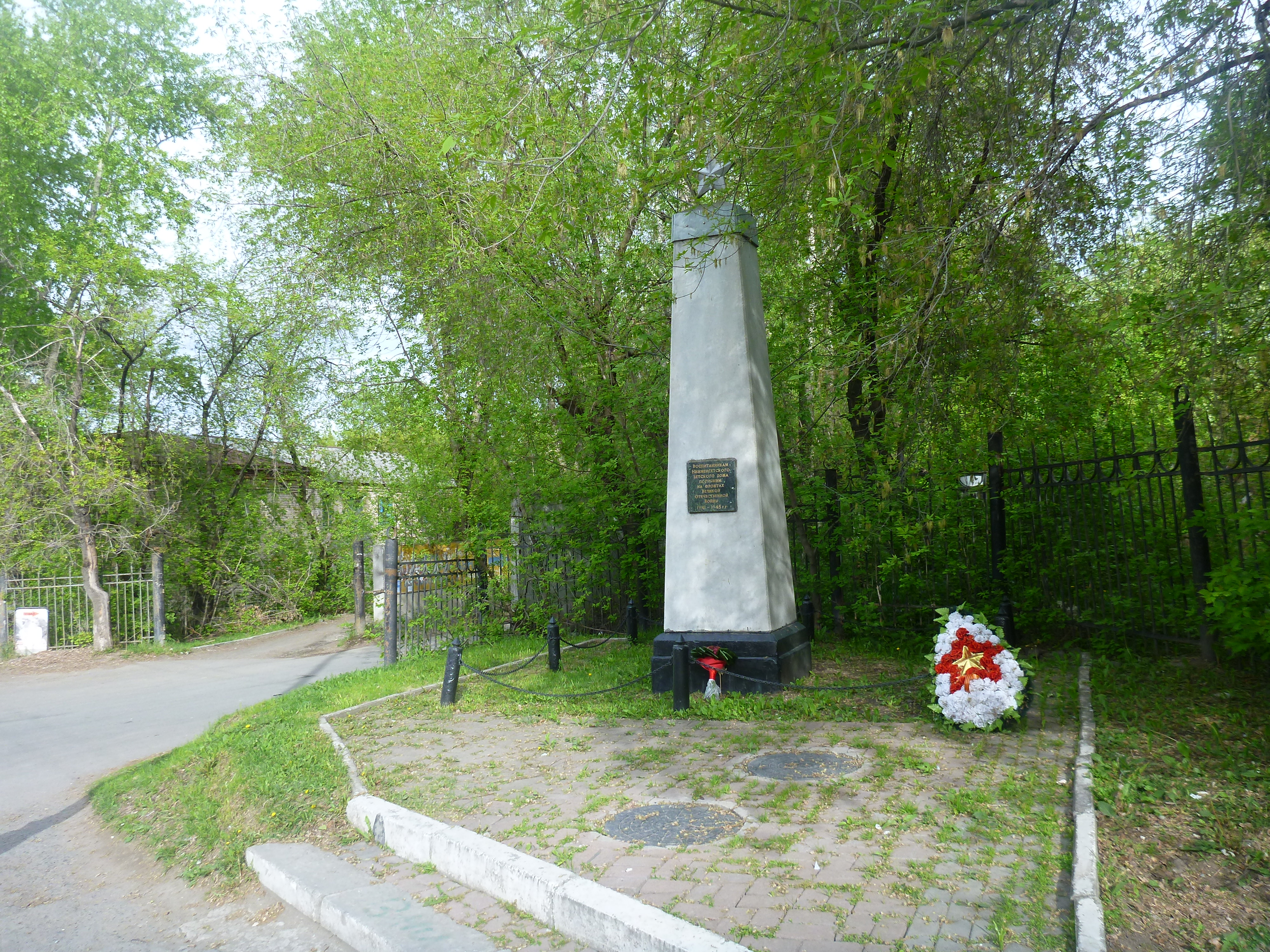
Вид со стороны ул. Грибоедова